# Вереш Гейза
Вереш Гейза (18 лютого 1897, Велика Добронь — 31 жовтня 1957, Будапешт) —  живописець і графік.

## Життєпис
Учень Еде Балло в Будапештській академії мистецтв, працював у Сольноку та Байя-Маре. З 1929 по 1940 роки жив у Сентендре. Його художні, але прохолодні, стримані й декоративні картини мають вплив  неокласицизму та елегантної чуттєвості Паризької школи. У Сентендре його картини набули нового відтінку. Його дотепні рішення виявляли гостру спостережливість і тонкий гумор, тоді як його колишні стерильні відтінки кольорів поступилися місцем теплому, м'якому кольоровому спектру.